# Jezioro Lubie
Der Jezioro Lubie (deutsch Großer Lübbesee) ist ein Binnensee im Powiat Drawski in der polnischen Woiwodschaft Westpommern. Der See befindet sich auf dem Gebiet der Gemeinde Złocieniec und gehört zu den 20 größten Seen Polens.

## Geographische Lage
Der See liegt in Hinterpommern in der Pommerschen Schweiz, einem Teil der Pommerschen Seenplatte. Seine Höhe über dem Meeresspiegel beträgt 95,5 Meter. Am Ufer liegen die Dörfer Gudowo (Baumgarten), Lubieszewo (Güntershagen) und Karwice (Karwitz). Im Süden befindet sich das militärische Sperrgebiet Poligon Drawski.

## Beschaffenheit
Der Lubie wird von der Drawa  gebildet. Der Rinnensee ist über 14 Kilometer lang und 14,87 Quadratkilometer groß. Er ist bis zu 46,2 Meter tief. Rinnenseen entstanden durch Schmelzwasser während der Weichsel-Kaltzeit.
Die Drawa durchfließt auf ihrem Weg den Drawsko und den Jezioro Krosino, fließt an Drawsko Pomorskie  vorbei, in den Jezioro Lubie, von wo aus sie durch ein kiefernbestandenes Sandgebiet an Hochzeit Stare Osieczno vorbei in die Noteċ strömt.
Im See befinden sich fünf Inseln.